# Bolesław Własnowolski
Bolesław Andrzej Własnowolski (né le 29 novembre 1916 à Cracovie - mort au combat le 1er novembre 1940 à Liphook Game Farm dans le Hampshire au Royaume-Uni) est un pilote de chasse polonais, as des forces armées polonaises de la Seconde Guerre mondiale, titulaire de 5 victoires homologuées.

## Biographie
Bolesław Własnowolski est reçu bachelier en 1936 à Cracovie, il s'engage volontairement dans l'armée et reçoit son affectation au 82e régiment d'infanterie à Brześć. En février 1937 il est transféré à l'école des sous-officiers de réserve de la force aérienne. Le 28 septembre 1937 il est affecté au 2e régiment aérien et le 22 octobre de la même année il entre à l'école des cadets officiers de la force aérienne à Dęblin. Le 18 juin 1939 il intègre la 122e escadrille de chasse.
Il remporte sa première victoire le 2 septembre 1939 sur un Do 17, partagée avec Władysław Majchrzyk. Le 17 septembre 1939 il est évacué en Roumanie d'où il arrive en France. En janvier 1940 il gagne l'Angleterre. Le 8 août 1940 il incorpore le 32 RAF Squadron. Le 13 septembre 1940 il est transféré au 607 RAF Squadron, et quatre jours plus tard il se voit affecter au 213 RAF Squadron.
Bolesław Własnowolski périt au combat le 1er novembre 1940 à Liphook Game Farm, Stoughton, Sussex de l'Ouest.

## Décorations
- Ordre militaire de Virtuti Militari
- La croix de la Valeur Krzyż Walecznych

## Tableau de chasse
| Date       | Appareil(s) abattu(s) |
| ---------- | --------------------- |
| 01/09/1939 | 1/2 Dornier do 17     |
| 15/09/1939 | Messerschmitt Bf 109  |
| 18/08/1940 | Dornier do 17         |
| 18/08/1940 | Messerschmitt Bf 109  |
| 15/09/1940 | Dornier do 17         |
| 15/10/1940 | Messerschmitt Bf 109  |